# Lita Cabellut
Lita Cabellut (Sariñena,Aragão;1962) é uma pintora espanhola e cigana estabelecida em Haia, Países Baixos. Cabellut trabalha com telas de grande formato utilizando uma característica variação contemporânea da técnica do afresco.

## Vida e influências
Lita nasceu em Sariñena, um pequeno povoado de Huesca. Não conheceu seu pai, e sua mãe de etnia cigana, trabalhava como prostituta, e a abandonou com três meses, deixando-a com sua avó em Barcelona. A idosa criou-a. Foi à escola, mas tinha problemas de dislexia, e acabava passando o dia mendigando na rua.  Las Ramblas, La Boquería e Port Vell eram seus lugares preferidos para pedir esmola e a fonte da praça Real sua favorita porque os turistas jogavam muitas moedas. Aos 10 anos sua avó morreu, e ela  foi internada num orfanato onde a adotaram aos 13 anos. Durante este novo período descobriu o Museu do Prado e encontrou sua vocação inspirada pelas obras de Goya, Velázquez, Ribera e Rembrandt.
Aos 19 anos Cabellut mudou-se para os Países Baixos para iniciar seus estudos na Gerrit Rietveld Academy em Ámsterdam. Durante estes anos seu trabalho viu-se influenciado pelos grandes mestres holandeses e a artista desenvolveu algumas das técnicas que se converteram em sua identidade atual.

## Trabalho artístico

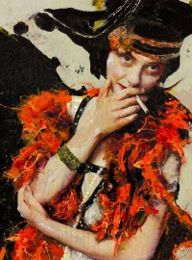
Coco nr. 47

### Técnicas artísticas

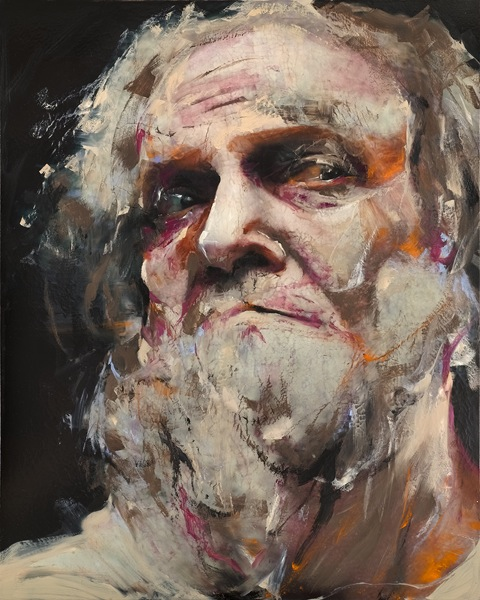
Dom Quijote 08

Trabalhando em telas de grande formato, Lita Cabellut tem desenvolvido uma variação contemporânea da técnica do afresco e uma paleta de cores característica que surge de sua obsessão para dar pele a suas personagens. No entanto, para além de seus trabalhos e técnicas mais reconhecidas, Cabellut é uma artista multidiciplinar que trabalha com óleo sobre tela, desenhos em papel, escultura, fotografia, poesia, poemas visuais e vídeos.

### Coleções
O trabalho artístico de Lita Cabellut agrupa-se conceitualmente em coleções ou séries de pinturas. A coleção Frida, The Black Pearl (2010) rende tributo à artista mexicana Frida Kahlo. Nesta série Lita Cabellut não só representa a vida de Kahlo, também inclui muitas de suas próprias experiências.  Esta série inspirou a Cabellut para criar Coco, The Testimony of Black and White (2011), uma série composta por 35 retratos de grande formato de uma das figuras mais influentes no mundo da moda. Com a série A Portrait of Human Knowledge (2012), a artista continua o trabalho realizado em anteriores colecções e retrata a alguns dos ícones de conhecimento mais influentes dos últimos 150 anos, como são Stravinsky, Nureyev, Marie Curie, Billy Holiday, Federico Garcia Lorca, Rudolf Steiner e Sigmund Freud.
The Trilogy of the Doubt (2013) é uma colecção composta por pinturas trípticas de temática social que falam sobre o poder, a injustiça e a ignorância. A colecção de retratos Dried Tear (2013) expressa a fascinação e admiração de Lita Cabellut pela cultura asiática, enquanto a série The Black Tulip (2014) por sua vez está inspirada num dos símbolos nacionais mais famosos dos Países Baixos.[carece de fontes?]

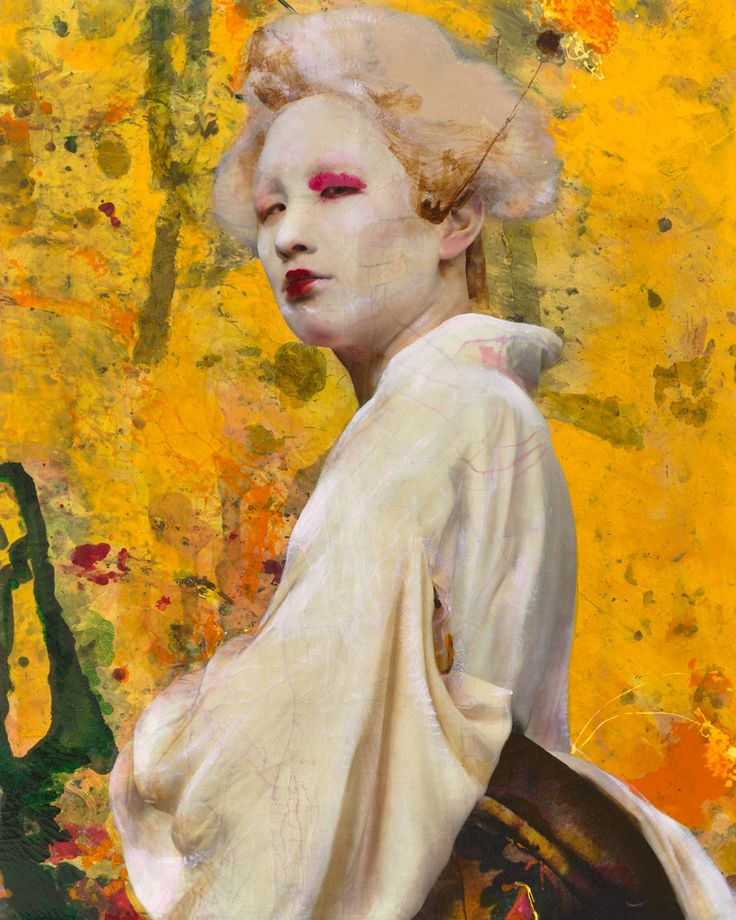
Dried Tear 52

Para sua última colecção, Blind Mirror (2015), Cabellut explora temas como a cultura e a religião, se centrando em algumas das religiões mais influentes na história da humanidade.

## Exposições
Desde sua primeira exposição na Prefeitura de Masnou em Barcelona em 1978, a obra de Lita tem sido exposta em todo mundo, passando por cidades como Nova York, Dubái, Miami, Singapura, Hong Kong, Londres, Paris, Veneza, Mônaco e Seul.
Algumas outras exposições memoráveis incluem Trilogy of the Doubt (2013) na Fundação Vilacasas em Barcelona e o museu NoordBrabants em Dêem Bosh, Países Baixos; Here to Stay (2014) em Centro de Arte de Seul; Black Tulip (2014) no State Visit Okura Hotel em Tokio, Japão; e Blind Mirror (2015) no Museu Halsingland em Hudiksvall, Suécia.

## Reconhecimentos
Em 2015 a revista especializada Artprice incluiu à artista no posto 333 de seu ‘top 500’ dos artistas contemporâneos mais cotados do planeta. Assim, Lita Cabellut se converteu a artista feminina espanhola melhor cotada.
Em março de 2015 Lita foi convidada a fazer parte do júri dos prêmios Figurativas pela Fundació Privada de lhes Arts i els Artistes. Figurativas é um prêmio artístico anual dedicado a difundir e promover a arte figurativa.
Em abril de 2011, Lita Cabellut recebeu o Prêmio de Cultura Cigana de Pintura e Artes Plásticas do Instituto de Cultura Cigana em reconhecimento ao trabalho realizado em benefício da cultura cigana no mundo.

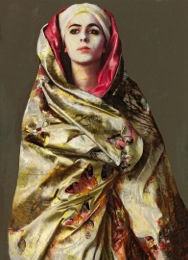